# William Godfrey
William Godfrey, angleški rimskokatoliški duhovnik, škof in kardinal, * 25. september 1889, Liverpool, † 22. januar 1963.

## Življenjepis
28. oktobra 1916 je prejel duhovniško posvečenje.
21. novembra 1938 je bil imenovan za naslovnega nadškofa Ciusa in za apostolskega delegata v Združenem kraljestvu; 21. decembra istega leta je prejel škofovsko posvečenje.
Leta 1943 je bil premeščen na Poljsko.
10. novembra 1953 je postal nadškof Liverpoola in 3. decembra 1956 nadškof Westminstra (London).
15. decembra 1958 je bil povzdignjen v kardinala in imenovan za kardinal-duhovnika Ss. Nereo ed Achilleo.